# Eleonora Dziękiewicz
Eleonora Dziękiewicz (née Staniszewska le 25 octobre 1978 à Gdańsk) est une ancienne joueuse de volley-ball polonaise. Elle mesure 1,85 m et jouait au poste de centrale. Elle a totalisé 69 sélections en équipe de Pologne. Elle a mis un terme à sa carrière de volleyeuse professionnelle en 2017.

## Clubs
| Club                 | De        | À         |
| -------------------- | --------- | --------- |
| Stal Mielec          | 2000-2001 | 2002-2003 |
| PTPS Piła            | 2003-2004 | 2005-2006 |
| SSK Calisia Kalisz   | 2006-2007 | 2007-2008 |
| Bielsko-Biała        | 2008-2009 | 2010-2011 |
| Atom Trefl Sopot     | 2010-2011 | 2011-2012 |
| Muszynianka Muszyna  | 2012-2013 | 2012-2013 |
| MKS Dąbrowa Górnicza | 2013-2014 | 2016-2017 |

## Palmarès

### Clubs
- Championnat de Pologne
  - Vainqueur : 2007, 2010, 2012.
  - Finaliste : 2006, 2009, 2011.
- Coupe de Pologne
  - Vainqueur : 2007, 2009.
- Coupe de la CEV
  - Vainqueur :2013.
- Supercoupe de Pologne
  - Vainqueur : 2007, 2013.

### Distinctions individuelles
- Grand Prix Mondial de volley-ball 2007: Meilleure contreuse[2].